# Campionato sudamericano femminile di calcio 2010
Il Campionato sudamericano femminile di calcio 2010 (in spagnolo Sudamericano Femenino 2010) si disputò dal 4 al 21 novembre 2010 in Ecuador. Originariamente il torneo era programmato dal 28 ottobre al 14 novembre 2010.
Il torneo è stato vinto per la quinta volta dal Brasile davanti a Colombia, Cile ed Argentina. Le prime due classificate si aggiudicarono l'accesso al Campionato mondiale femminile di calcio 2011 ed alle Olimpiadi di Londra 2012, in aggiunta la terza e quarta si qualificarono anche ai XVI Giochi panamericani in Messico.

## Partecipanti
Partecipano al torneo le rappresentative delle 10 associazioni nazionali affiliate alla Confederación sudamericana de Fútbol (CONMEBOL): 
| - Argentina - Bolivia - Perù - Cile - Ecuador |  | - Brasile - Paraguay - Colombia - Uruguay - Venezuela |

## Città e Stadi
Sono state scelte 7 città per ospitare tutte le gare del torneo:
| Città     | Stadio                             | Posti  |
| --------- | ---------------------------------- | ------ |
| Ambato    | Estadio Bellavista                 | 19 337 |
| Azogues   | Estadio Jorge Andrade              | 8 500  |
| Cuenca    | Estadio Alejandro Serrano Aguilar  | 20 730 |
| Latacunga | Estadio La Cocha                   | 15 220 |
| Loja      | Estadio Federativo Reina del Cisne | 14 934 |
| Quito     | Estadio Olímpico Atahualpa         | 40 948 |
| Riobamba  | Estadio Olímpico de Riobamba       | 18 936 |

## Fase a gironi

### Gruppo A

#### Classifica
| Pos. | Squadra   | Pt | G | V | N | P | GF | GS | DR |
| ---- | --------- | -- | - | - | - | - | -- | -- | -- |
| 1.   | Cile      | 9  | 4 | 3 | 0 | 1 | 9  | 4  | +5 |
| 2.   | Argentina | 9  | 4 | 3 | 0 | 1 | 7  | 2  | +5 |
| 3.   | Ecuador   | 9  | 4 | 3 | 0 | 1 | 8  | 6  | +2 |
| 4.   | Bolivia   | 3  | 4 | 1 | 0 | 3 | 5  | 11 | -6 |
| 5.   | Perù      | 0  | 4 | 0 | 0 | 4 | 3  | 9  | -6 |

#### Risultati
| Arbitro: | Yanina del Carmen Mujica Camacaro |

|                                 |           |  |
| Ojeda 6’, 39’ (rig.) Banini 51’ | Marcatori |  |

| Arbitro: | Ana Karina Marques Valentim Alves |

|               |           |                        |
| Quinteros 42’ | Marcatori | 2’ Quezada 44’ Salgado |

| Arbitro: | Adriana Lucia Correa |

|                 |           |                  |
| Lara 84’ (rig.) | Marcatori | 40’, 70’ Pereyra |

| Arbitro: | Norma Beatriz González Gomez |

|                            |           |             |
| Quinteros 22’ Palacios 78’ | Marcatori | 15’ Tristàn |

| Arbitro: | Ana Karina Marques Valentim Alves |

|                              |           |  |
| Lara 8’ Zamora 40’ Araya 55’ | Marcatori |  |

| Arbitro: | Gabriela Lourdes Bandeira Popich |

|                         |           |  |
| González 65’ Blanco 68’ | Marcatori |  |

| Arbitro: | Yanina del Carmen Mujica Camacaro |

|              |           |                         |
| Chirinos 45’ | Marcatori | 10’ Aedo 57’, 90’ Araya |

| Arbitro: | Adriana Lucia Correa |

|                                      |           |                                             |
| Loayza 30’ Benavides 70’ Padilla 87’ | Marcatori | 45+4’, 53’ Sánchez 68’ Freire 73’ Quinteros |

| Arbitro: | Gabriela Lourdes Bandeira Popich |

|                 |           |              |
| Loayza 29’, 61’ | Marcatori | 22’ Chirinos |

| Arbitro: | Norma Beatriz González Gomez |

|               |           |  |
| Rodríguez 34’ | Marcatori |  |

### Gruppo B

#### Classifica
| Pos. | Squadra   | Pt | G | V | N | P | GF | GS | DR  |
| ---- | --------- | -- | - | - | - | - | -- | -- | --- |
| 1.   | Brasile   | 12 | 4 | 4 | 0 | 0 | 13 | 1  | +12 |
| 2.   | Colombia  | 9  | 4 | 3 | 0 | 1 | 17 | 2  | +15 |
| 3.   | Paraguay  | 6  | 4 | 2 | 0 | 2 | 8  | 6  | +2  |
| 4.   | Venezuela | 3  | 4 | 1 | 0 | 3 | 5  | 15 | -10 |
| 5.   | Uruguay   | 0  | 4 | 0 | 0 | 4 | 2  | 21 | -19 |

#### Risultati
| Arbitro: | Estela Mary Álvarez de Olivera |

|  |           |                                   |
|  | Marcatori | 18’ Domínguez 46’ Usme 70’ Rincón |

| Arbitro: | Sirley Cornejo Arana |

|                                               |           |  |
| Aline 26’, 30’ Cristiane 42’ Renata Costa 60’ | Marcatori |  |

| Arbitro: | Carolina Patricia Gonzalez Urrutia |

|  |           |                                       |
|  | Marcatori | 49’ Quintana 56’, 59’, 80’ Villamayor |

| Arbitro: | Juana del Rocio Delgado Torres |

|  |           |                                          |
|  | Marcatori | 15’ (rig.), 40’ Cristiane 36’, 57’ Marta |

| Arbitro: | Silvia Elizabeth Reyes Juarez |

|                                                              |           |  |
| Arias 27’ Rodallega 45’ Peralta 56’ Rincón 58’ Velásquez 73’ | Marcatori |  |

| Arbitro: | Sirley Cornejo Arana |

|                                                            |           |  |
| Villamayor 29’ Galeano 68’ Quintana 68’ Vásquez 68’ (rig.) | Marcatori |  |

| Arbitro: | Juana del Rocio Delgado Torres |

|                                                  |           |                            |
| Vizo 4’, 17’ Quintero 31’ Torres 78’ Altuber 83’ | Marcatori | 43’ Viera 66’ Birizamberri |

| Arbitro: | Estela Mary Álvarez de Olivera |

|           |           |                         |
| Muñoz 57’ | Marcatori | 13’ Cristiane 28’ Marta |

| Arbitro: | Carolina Patricia Gonzalez Urrutia |

|  |           |                                                                                 |
|  | Marcatori | 35’ (rig.) Usme 41’, 80’ Rincón 45’, 84’ Castro 82’ Montoya 85’ Arias 88’ Vidal |

| Arbitro: | Silvia Elizabeth Reyes Juarez |

|                              |           |  |
| Cristiane 18’, 36’ Marta 57’ | Marcatori |  |

## Girone finale

### Classifica
| Pos. | Squadra   | Pt | G | V | N | P | GF | GS | DR  |
| ---- | --------- | -- | - | - | - | - | -- | -- | --- |
| 1.   | Brasile   | 9  | 3 | 3 | 0 | 0 | 12 | 1  | +11 |
| 2.   | Colombia  | 4  | 3 | 1 | 1 | 1 | 2  | 6  | -4  |
| 3.   | Cile      | 2  | 3 | 0 | 2 | 1 | 2  | 4  | -2  |
| 4.   | Argentina | 1  | 3 | 0 | 1 | 2 | 0  | 5  | -5  |

#### Risultati
| Arbitro: | Juana del Rocio Delgado Torres |

|          |           |            |
| Lara 61’ | Marcatori | 29’ Rincón |

| Arbitro: | Norma Beatriz González Gomez |

|                                                  |           |  |
| Grazielle 25’ Rosana 37’ Marta 63’ Cristiane 77’ | Marcatori |  |

| Latacunga 19 novembre 2010 | Cile                              | 0 – 0 | Argentina | Estadio La Cocha\| Arbitro: \| Yanina del Carmen Mujica Camacaro \| |
| Arbitro:                   | Yanina del Carmen Mujica Camacaro |       |           |                                                                     |

| Arbitro: | Gabriela Lourdes Bandeira Popich |

|                                                      |           |  |
| Érika 23’ Grazielle 48’ Marta 69’, 87’ Cristiane 82’ | Marcatori |  |

| Arbitro: | Sirley Cornejo Arana |

|                |           |  |
| Betancourt 51’ | Marcatori |  |

| Arbitro: | Juana del Rocio Delgado Torres |

|             |           |                           |
| Salgado 45’ | Marcatori | 2’ Daniele 36’, 83’ Marta |

## Classifica marcatrici
9 reti
- Marta

8 reti
- Cristiane

5 reti
- Yoreli Rincón

4 reti
- Gloria Villamayor

3 reti
- Palmira Loayza
- Francisca Lara
- Karen Araya
- Mónica Quinteros

2 reti
- Andrea Ojeda
- Mercedes Pereyra
- Aline
- Grazielle
- Janeth Salgado
- Nathalie Arias
- Katerin Castro
- Catalina Usme
- Joshelyn Sánchez
- Dulce Quintana
- Lyana Chirinos
- Isaura Vizo

1 reti
- Estefanía Banini
- Gimena Blanco
- Eva Nadia González
- Roxana Benavides
- Carla Padilla
- Renata Costa
- Daniele
- Érika
- Rosana
- Yanara Aedo
- Patricia Quezada
- Daniela Zamora
- Giselle Betancourt
- Paola Domínguez
- Daniela Montoya
- Yuli Muñoz
- Andrea Peralta
- Carmen Rodallega
- Orianica Velásquez
- Ingrid Vidal
- Patricia Freire
- Valeria Palacios
- Ingrid Rodríguez
- Johana Galeano
- Angélica Vásquez
- María Tristán
- Carolina Birizamberri
- Paula Viera
- Ariana Altuber
- Nayla Quintero
- Karla Torres